# Escut d'Albal
L'escut d'Albal és un símbol representatiu oficial d'Albal, municipi del País Valencià, a la comarca de l'Horta Sud. Té el següent blasonament:
| « | Escut quadrilong de punta redona, truncat i mig partit. Al primer quarter, en camp d'or, quatre pals de gules. Al segon quarter, en camp de gules, torre quadrangular d'argent, maçonada de sable. Al tercer quarter, en camp d'atzur, una ermita d'or, maçonada de sable. Per timbre, corona reial oberta. | » |

## Història
L'escut fou aprovat per Reial Decret 1608/1977, de 2 de juny, publicat en el BOE núm. 160, de 6 de juliol de 1977. Fou modificat després per Resolució de 10 de juny de 2004, del conseller de Justícia i Administracions Públiques, publicada en el DOGV núm. 4.786, de 30 de juny de 2004.
Els quatre pals recorden la pertinença del poble al Regne de València; Jaume I el va donar el 1238 a Gil d'Atrosillo, i més tard fou venut al capítol de la catedral de València. A sota, els edificis més representatius del poble: la torre àrab i l'ermita de Santa Anna.